# Морони-Остерија-Сантили (Ријети)
Морони-Остерија-Сантили је насеље у Италији у округу Ријети, региону Лацио.
Према процени из 2011. у насељу је живело 73 становника. Насеље се налази на надморској висини од 438 м.